# Spodiopogon cotulifer
Spodiopogon cotulifer är en gräsart som först beskrevs av Carl Peter Thunberg, och fick sitt nu gällande namn av Eduard Hackel. Spodiopogon cotulifer ingår i släktet Spodiopogon och familjen gräs. Inga underarter finns listade i Catalogue of Life.